# Bulbophyllum anisopterum
Bulbophyllum anisopterum là một loài phong lan thuộc chi Bulbophyllum.